# シン・ソユル
シン・ソユル（신소율、1985年8月5日 - ）は、韓国の女優。

## 出演

### ドラマ
- サムデイ（2006年、OCN） - 女子高生、チェ・ユンドクの友人 役
- 恋人（2006年、SBS） - DO産業開発職員 役
- ジャングルフィッシュ2（2010年、KBS） - イ・ライ 役
- マイダス（2011年、SBS） - クォン・イジ 役
- 根の深い木～世宗大王の誓い（2011年、SBS） - モギャ 役
- 応答せよ1997（2012年、tvN） - モ・ユジョン 役
- お母さんが何だって（2012年、MBC） - シン・ソユル 役
- 清潭洞アリス（2012年-2013年、SBS） - チェ・アジョン 役
- わが愛しの蝶々夫人（2012年-2013年、SBS） - ク・ソジョン 役
- おバカちゃん注意報（2013年、SBS） - シン・ジュヨン 役
- ジンジン（2013年、KBS） - チャン・ユジン 役
- 私の恋愛のすべて（2013年、SBS） - 学生 役
- 応答せよ1994（2013年、tvN） - モ・ユジョン 役
- 恋愛下手なアラフォーたち（2014年、KBS） - ユ・ジナ 役
- 堂々とせよ（2014年、SBS） - ト・ラヒ 役
- ユナの街（2014年、JTBC） - ハン・ダヨン 役
- 甘い秘密（2014年-2015年、KBS） - ハン・アルム 役
- ミセス・コップ（2015年、SBS） - チェ・ナムジン 役
- 北斗七星（2015年、KJB） - シン・ソユル 役
- 六龍が飛ぶ（2015年-2016年、SBS） - モギャ 役
- これが人生！ケ・セラ・セラ（2016年、SBS） - ユ・ソヒ 役
- 黒騎士（2017年-2018年、KBS） - キム・ヨンミ 役
- ロマンスは必然に（2018年、SBS） - アン・ヒジン 役
- とにかくアツく掃除しろ! 〜恋した彼は潔癖王子!?〜（2018年-2019年、JTBC） - ソ・ジヘ 役
- ビッグイシュー（2019年、SBS） - チャン・ヘジョン 役
- トレイン（2020年、OCN） - イ・ジョンミン 役

### 映画
- 宮女-クンニョ-（2007年、韓国） - 繍房宮女 役
- 私の恋（2007年、韓国） - リポーター 役
- 略奪者たち（2009年、韓国） - ミンジョン 役
- ハロー・マイ・ラブ（2009年、韓国） - イ・ハナ 役
- 運命の愛―暴風前夜―（2010年、韓国） - ミンジョン 役
- 廃家（2010年、韓国） - チヨン 役
- ちりも積もればロマンス（2011年、韓国） - ハ・ギョンジュ 役
- ジャングル・フィッシュ2-劇場版（2012年、韓国） - イ・ライ 役
- マイPSパートナー（2012年、韓国） - ソヨン 役
- 逸脱旅行:プライベートアイランド（2013年、韓国） - ナナ 役
- 慶州（キョンジュ）（2014年、韓国） - タヨン 役
- 尚衣院ーサンイウォンー（2014年、韓国） - ウォルヒャン 役
- 華麗なるリベンジ（2016年、韓国） - キム・ハナ 役

### ミュージック・ビデオ
- ラブホリックス「Butterfly」(2008年)
- トニー・アン「Top Star」(2011年)
- グレイドッグ feat.シン・ソユル「お前のせいで」(2014年)
- ジジョ「冬の海雲台」(2014年)

## 受賞歴
- 2011年 「第6回クールガイ選抜大会」バイタルウーマン賞
- 2013年 「第21回大韓民国文化芸能大賞」映画部門新人演技賞
- 2014年 「KBS演技大賞」日々劇部門優秀演技賞